# Cannonite
La cannonite è un minerale descritto nel 1992 in seguito alla sua scoperta in un campione trovato in una miniera dell'Ohio mining district nei pressi di Marysvale, Utah, Stati Uniti d'America. La nuova specie mineralogica è stata approvata dall'IMA nel 1992. Il nome del minerale è stato attribuito in onore del collezionista di minerali Benjamin Bart]ett Cannon che donò dei campioni di minerali provenienti dalla miniera e segnalò all'attenzione degli esperti questo minerale.

## Morfologia
La cannonite è stata trovata soprattutto sotto forma di aggregati di meno di un millimetro di cristalli concresciuti di circa 200μm da subedrali ad euedrali equidimensionali o prismatici. Si trovano anche cristalli ben formati cresciuti nelle cavità della ganga di quarzo.

## Origine e giacitura
La cannonite è stata scoperta nella ganga di quarzo associata con bismutinite, covellite e cuprobismutite. Probabilmente si forma per alterazione dei minerali di rame, bismuto e zolfo.